# ناحیه صورت دوکی شکل
ناحیه صورت دوکی شکل (به انگلیسی: fusiform face area با سرواژه FFA به «معنای ناحیه صورت دوکی‌شکل») بخشی از سیستم بینایی انسان است (در افراد نابینا نیز از بدو تولد فعال است) که برای تشخیص چهره تخصص یافته‌است. در قشر/ناحیه گیجگاهی تحتانی (به انگلیسی: inferior temporal cortex با سرواژه:IT)، و در شکنج دوکی شکل (ناحیه برادمن ۳۷) قرار دارد.

## نحوه کشف
FFA با استفاده از پِت اسکن (PET) و اف‌ام‌آرآِی (fMRI) در انسان کشف شد و همچنان مورد بررسی قرار می‌گیرد. معمولاً یک شرکت‌کننده تصاویری از چهره‌ها، اشیاء، مکان‌ها، بدن‌ها، صورت‌های درهم، اشیاء درهم، مکان‌های درهم و بدن‌های درهم را مشاهده می‌کند. (به این Functional localizer می‌گویند). مقایسه پاسخ عصبی بین صورت‌ها و صورت‌های درهم، نواحی را نشان می‌دهد که به صورت پاسخ‌دهنده هستند، در حالی که مقایسه فعال‌سازی قشر مغزی بین چهره‌ها و اشیاء، مناطقی را نشان می‌دهد که حساس به انتخاب چهره هستند.

## تصاویر بیشتر

ناحیه صورت دوکی شکل به رنگ قرمز نشان داده شده‌است

## برای مطالعهٔ بیشتر
- McKone et al. , Trends in Cognitive Sciences, 2007
- Carlson, Neil R. , Physiology of Behavior, 9th ed. , 2007. شابک ‎۰−۲۰۵−۴۶۷۲۴−۵ISBN ۰-۲۰۵-۴۶۷۲۴-۵
- Bukach C. M.; Gauthier I.; Tarr M. (2006). "Beyond faces and modularity: The power of an expertise framework". Trends in Cognitive Sciences. 10 (4): 159–166. doi:10.1016/j.tics.2006.02.004. PMID 16516534.